# Departamento de Chinandega
Chinandega es un departamento de Nicaragua. Su cabecera departamental es Chinandega y se localiza en el noroeste del país en la frontera con Honduras, tanto terrestre como marítima en el golfo de Fonseca. Los habitantes indígenas de Chinandega son los chorotegas y los nicaraos, y era la ubicación del señorío prehispánico de Tezoatega.
Corinto, es el puerto más importante del Pacífico nicaragüense. Su punto más alto es el volcán San Cristóbal con 1974 m s. n. m.

## Toponimia
Chinandega quiere decir "lugar de enramadas o habitaciones provisionales". Su nombre proviene del mangue que al ser traducido al náhuatl es “Chinantecatl” o “Xinantecatl”, que en una de sus acepciones significa “vecino de Chinantlán” y esta última a su vez “Chinan”, cobertizo o bajareque provisional de habitación y “Tlan” indicativo de lugar.

## Geografía
El departamento de Chinandega se ubica el volcán más alto de Nicaragua, el Volcán San Cristóbal (1974 m s. n. m.), además de otros dos volcanes, El Chonco y Casita.
Es atravesado por la Carretera Panamericana. 

### Límites
Limita al norte con la República de Honduras y con El Salvador a través del golfo de Fonseca, al sur con el departamento de León, al este con de los departamentos de Madriz, Estelí y León y al oeste con el océano Pacífico.

## Demografía
El departamento de Chinandega es el quinto departamento más poblado de Nicaragua con 445 mil habitantes según las últimas estimaciones.
| Población histórica del departamento de Chinandega | Población histórica del departamento de Chinandega | Población histórica del departamento de Chinandega |
| Año                                                | Habitantes                                         | Fuente                                             |
| -------------------------------------------------- | -------------------------------------------------- | -------------------------------------------------- |
| 1906                                               | 35 722                                             | Censo nicaragüense de 1906                         |
| 1920                                               | 47 583                                             | Censo nicaragüense de 1920                         |
| 1940                                               | 68 660                                             | Censo nicaragüense de 1940                         |
| 1950                                               | 81 836                                             | Censo nicaragüense de 1950                         |
| 1963                                               | 128 624                                            | Censo nicaragüense de 1963                         |
| 1971                                               | 155 286                                            | Censo nicaragüense de 1971                         |
| 1995                                               | 350 212                                            | Censo nicaragüense de 1995                         |
| 2005                                               | 378 970                                            | Censo nicaragüense de 2005                         |
| 2023                                               | 445 784                                            | Estimaciones del INIDE                             |

Chinandega tiene una población actual de 445,784 habitantes. De la población total, el 49.4% son hombres y el 50.6% son mujeres. Casi el 66% de la población vive en la zona urbana.

## División administrativa
El departamento de Chinandega está dividido administrativamente en trece municipios:
| Municipio               | Superficie | Población  | Población       |
| Municipio               | Superficie | Censo 2005 | Estimación 2023 |
| ----------------------- | ---------- | ---------- | --------------- |
| Chichigalpa             | 222.5 km²  | 44,769     | 54,085          |
| Chinandega              | 686.6 km²  | 121,793    | 137,899         |
| Cinco Pinos             | 60.38 km²  | 6,781      | 7,336           |
| Corinto                 | 70.67 km²  | 16,624     | 18,650          |
| El Realejo              | 104.5 km²  | 8,838      | 10,110          |
| El Viejo                | 1,275 km²  | 76,775     | 91,931          |
| Posoltega               | 149.0 km²  | 16,771     | 19,362          |
| Puerto Morazán          | 517.3 km²  | 13,328     | 17,430          |
| San Francisco del Norte | 120.3 km²  | 6,758      | 7,415           |
| San Pedro del Norte     | 71.50 km²  | 4,719      | 5,389           |
| Santo Tomás del Norte   | 39.99 km²  | 7,124      | 8,417           |
| Somotillo               | 724.7 km²  | 29,030     | 35,318          |
| Villanueva              | 779.9 km²  | 25,660     | 32,442          |

## Clima
El clima tropical seco, el mismo de todo el pacífico del país. El período de verano comprende desde el mes de noviembre hasta el mes de abril y el período lluvioso comprende de mayo a octubre. El clima es caluroso, con temperaturas medias entre 20 y 30 °C y máximas hasta de 42 °C. Las temperaturas mínimas en los meses de diciembre a febrero varían de 18 a 20 °C. La precipitación anual máxima alcanza 4000 mm. y la mínima entre 1000 y 1200 mm. anuales.

## Economía
La ciudad tiene ciertas características que la hacen muy diferente de otros municipios del país y de la región. Sus suelos constantemente bañados por los piroclastos arrojados por la cordillera de los Marrabios, que se ubica al noreste de la ciudad, son considerados los más fértiles del país y esto lo vemos reflejado en una intensa actividad agrícola donde actualmente predomina la siembra de sésamo, arroz, sorgo, soya, maní, maíz, frijol, caña de azúcar, banano, etc. Algunos de estos productos son para exportar como es el caso del maní y el banano, otros como el maíz y el frijol son en su mayoría para consumo interno y la caña de azúcar sirve como materia prima para la producción de azúcar y licores. Esta actividad agrícola se ve beneficiada por dos estaciones climáticas bien demarcadas: seis meses de verano y seis meses de invierno. Se cuenta con un total de 34233 manzanas sembradas, además el municipio cuenta con 34 cooperativas agrícolas que aglutinan a 436 socios, aproximadamente. En producción pecuaria la ciudad ocupa el primer lugar a nivel departamental junto con el municipio del Viejo con ocho mil cabezas de ganado. La producción de carne se comercializa principalmente en Managua, luego de su destace en el rastro municipal. Los productos lácteos y sus derivados se utilizan para el consumo de la población local y la comercialización con otras zonas. Además del predominio de las labores agrícolas, en esta ciudad también sobresale y con gran preponderancia el comercio, tres mercados: Central, Mercadito y de Mayoreo (bisne) son los sectores con mayor índice comercial de la región. Además, existen tres supermercados en el municipio como Selecto, la Colonia, Maxi Palí, y numerosos negocios de todo tipo son comunes en las calles de la ciudad, la de mayor espíritu comercial de Nicaragua. Aunado a las labores agrícolas y comerciales, también existen en la ciudad algunas industrias donde se procesan granos básicos, otras camarón para exportar y además zonas francas que brindan alternativas de trabajo a los pobladores.

### Huracán Mitch
Entre octubre y noviembre de 1998 el huracán Mitch, uno de los más devastadores que han pasado por el atlántico americano, dejó una gran estela de muertos y destrucción, cuando tocó las costas centroamericanas y Nicaragua fue uno de los países más afectados. Particularmente, el municipio de Posoltega, donde el 80% de los 16 339 habitantes resultaron afectados, 980 casas arrasadas y 200 niños quedaron huérfanos. Las empresas de sésamo, el mayor ingreso de la zona, también quedaron destruidas. Además, las inundaciones y deslaves. Hoy en día la población se ha visto afectada más que todo con la recuperación. El daño del huracán se mide por el número de muertos, por la intensidad, por la presión y por las pérdidas económicas que padeció la región lo que ha provocado que muchas cabezas de familia emigren a otros países como Costa Rica, Panamá o España, entre otros.